# Tetrabutylammoniumchlorid
Tetrabutylammoniumchlorid ist eine quartäre Ammoniumverbindung.

## Herstellung
Tetrabutylammoniumbromid ist im Gegensatz zum Chlorid leicht herzustellen, indem Tributylamin mit 1-Brombutan umgesetzt wird. Das Bromid kann mittels eines Chlorid-Ionentauschersäule in das Chlorid überführt werden.

## Eigenschaften und Reaktionen
Durch Salzmetathese von Tetrabutylammoniumchlorid mit Natriumborhydrid kann Tetrabutylammoniumborhydrid hergestellt werden.
Mit verschiedenen Wasserstoffbrücken-Donoren wie Ethylenglycol, Glycerin und Triethylenglycol bildet Tetrabutylammoniumchlorid stark eutektische Lösungsmittel. Mit Wasser bildet Tetrabutylammoniumchlorid bei Normaldruck und unter etwa 15 °C Clathrate aus.

## Verwendung
Tetrabutylammoniumchlorid eignet sich als Phasentransferkatalysator. Es katalysiert beispielsweise die Reaktion von Polyvinylchlorid mit Natriumazid in Dioxan, Tetrahydrofuran oder Cyclohexanon, wobei einige Chloratome gegen Azidgruppen substituiert werden.
Clathrate auf der Basis von Tetrabutylammoniumchlorid werden als Kühlmittel für Klimatisierungszwecke getestet, da die Phasenübergangstemperatur mit etwa 288 K (15 °C) im geeigneten Bereich etwas unter Raumtemperatur liegt. Auch als Speichermedium für gasförmigen Wasserstoff eignen sich solche Clathrate möglicherweise.
Stark eutektische Lösungsmittel auf Basis von Tetrabutylammoniumchlorid werden beispielsweise für die Entschwefelung von Benzin oder die Trennung von Ethan von Ethen untersucht.